# Powelliphanta hochstetteri
Powelliphanta hochstetteri är en snäckart. Powelliphanta hochstetteri ingår i släktet Powelliphanta och familjen Rhytididae.

## Underarter
Arten delas in i följande underarter:
- P. h. fiordlandica
- P. h. hochstetteri
- P. h. lignaria
- P. h. rossiana
- P. h. superba